# 秦彭
秦彭（？—88年），字伯平，右扶风茂陵县（今陕西省兴平东北）人，东汉政治人物。

## 生平
永平十五年（72年）秦彭为骑都尉，随驸马都尉耿秉出征北匈奴。为解救被北匈奴和车师围困在柳中（今新疆鄯善县西南）的关宠，与谒耆王蒙、皇甫援带领张掖、酒泉军队援助。汉章帝建初元年（76年）为山阳郡（治今山东省金乡县西北）太守，重礼义教化，又于郡内兴起稻田数千顷，亲自区别土地肥瘠，确立征税等差。依肥瘠定为三等，登录文簿，藏之乡县，以定赋税之入，杜绝了奸吏作弊。章帝以其所立条式，班令三府，并下州郡。任职六年後转任颍川太守。章和二年（88年），秦彭卒。

## 家族
世代为官，其六世祖秦袭曾为颍川郡（治今河南省禹州市）太守，宗族中同时为官食禄二千石的尚有五人，被三辅人士称为“万石秦氏”。

### 弟
秦惇、秦褒，并为射声校尉。

### 妹
秦贵人，秦彭胞妹，汉明帝时入掖庭为贵人，被皇帝宠爱。永平七年（64年），秦彭因为是秦贵人兄长，随四姓小侯擢为开阳城门候。

## 延伸阅读
[在维基数据编辑]
 《後漢書/卷76》，出自范晔《後漢書》
 《東觀漢記》